# Петровская (река)
Петровская — река в России, протекает по Оренбургской области, Самарской области.

## География и гидрология
Петровская — левобережный приток реки Большой Кинель, её устье находится в 284 км от устья Большого Кинеля (окрестности села Заглядино). Длина — 16 км. Площадь водосборного бассейна — 43,2 км².

## Данные водного реестра
По данным государственного водного реестра России относится к Нижневолжскому бассейновому округу, водохозяйственный участок реки — Большой Кинель от истока и до устья, без реки Кутулук от истока до Кутулукского гидроузла. Речной бассейн реки — Волга от верхнего Куйбышевского водохранилища до впадения в Каспий.
Код объекта в государственном водном реестре — 11010000812112100007855.